# Station Beersel
Station Beersel is een spoorweghalte langs spoorlijn 26 (Schaarbeek - Halle) in de gemeente Beersel.

## Geschiedenis
In de zomer van 1933 was er experiment met motorrijtuigen die Beersel op zondag bedienden met vier heen- en terugritten tussen Schaarbeek en Halle via Leopoldswijk en Etterbeek. Dit experiment heeft geen vervolg gehad en de halte is pas definitief op 30 september 1973 geopend.

## Treindienst
| Serie | Treinsoort | Route                                                                                   | Bijzonderheden |
| ----- | ---------- | --------------------------------------------------------------------------------------- | --- |
| S 5   | GEN (NMBS) | [ Geraardsbergen – ] Edingen – Halle – Beersel – Brussel-Schuman – Vilvoorde – Mechelen | Rijdt in de spits van/naar Geraardsbergen. Rijdt in het weekend tussen Halle en Mechelen. Rijdt tijdens de vakantieperiode 1x/u enkel tussen Halle en Mechelen. |
| S 7   | GEN (NMBS) | Halle – Beersel – Merode – Vilvoorde                                                    | Rijdt alleen op werkdagen. |

## Galerij

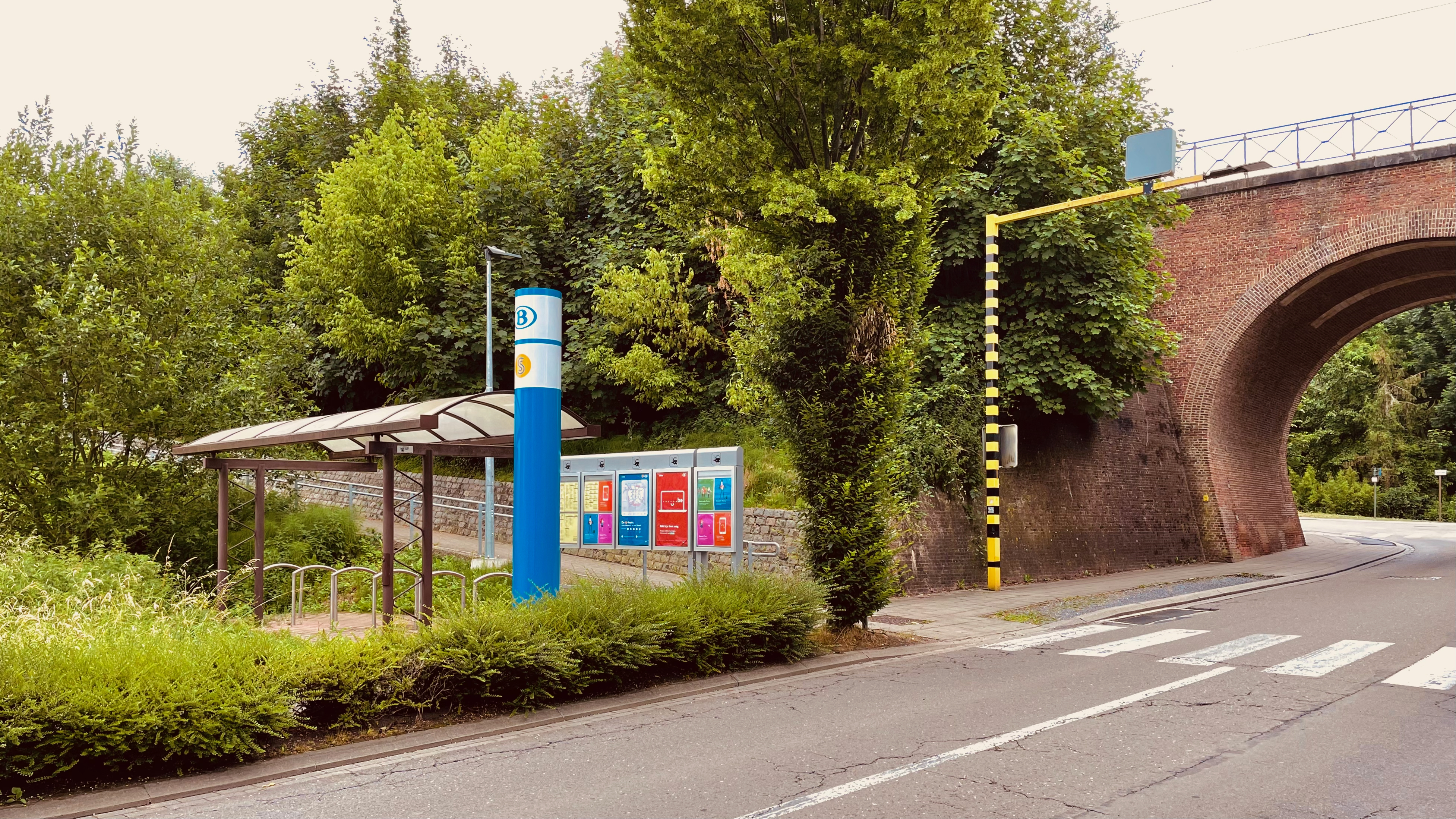
Ingang van het station
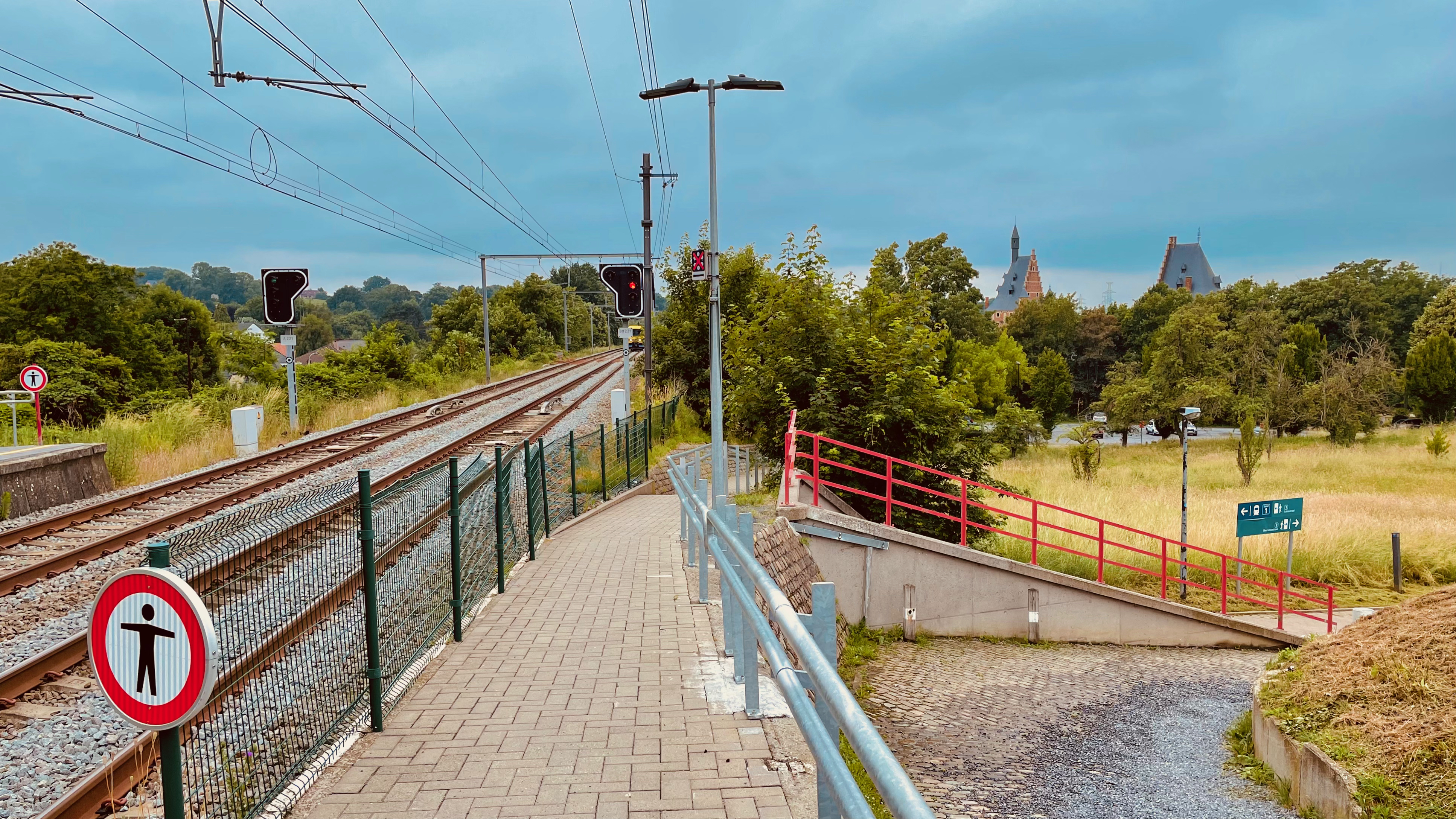
Zicht op uitgang & de sporen
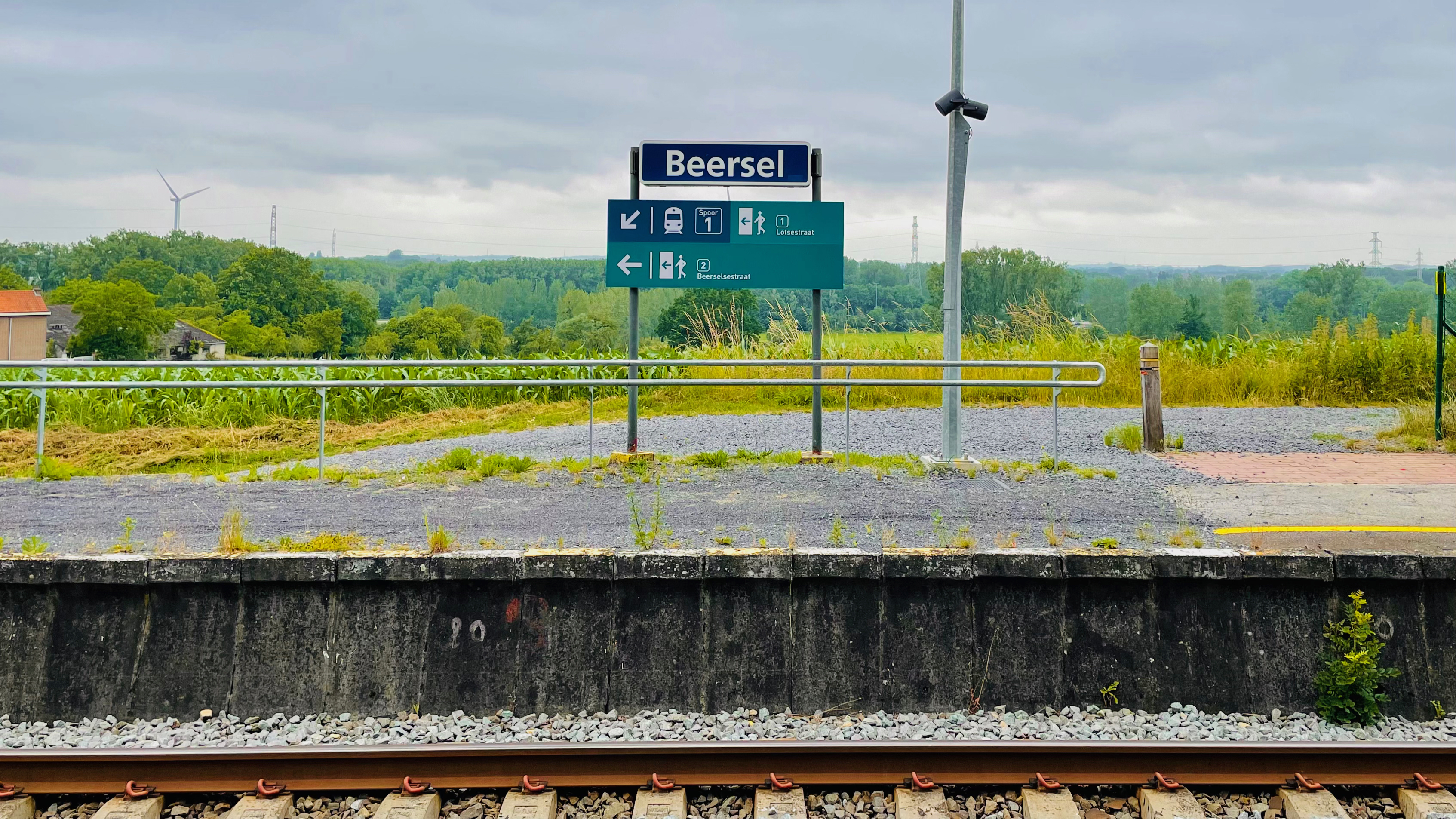
Plaatsnaambord op het perron

## Reizigerstellingen
De grafiek en tabel geven het gemiddeld aantal instappende reizigers weer op een week-, zater- en zondag.
| Tabel: aantal instappende reizigers station Beersel | Tabel: aantal instappende reizigers station Beersel | Tabel: aantal instappende reizigers station Beersel | Tabel: aantal instappende reizigers station Beersel |
|                                                     | Weekdag                                             | Zaterdag                                            | Zondag                                              |
| --------------------------------------------------- | --------------------------------------------------- | --------------------------------------------------- | --------------------------------------------------- |
| 1977                                                | 75                                                  | -                                                   | -                                                   |
| 1978                                                | 82                                                  | -                                                   | -                                                   |
| 1979                                                | 82                                                  | -                                                   | -                                                   |
| 1980                                                | 128                                                 | -                                                   | -                                                   |
| 1981                                                | 99                                                  | -                                                   | -                                                   |
| 1982                                                | 106                                                 | -                                                   | -                                                   |
| 1983                                                | 118                                                 | -                                                   | -                                                   |
| 1984                                                | 85                                                  | -                                                   | -                                                   |
| 1985                                                | 89                                                  | -                                                   | -                                                   |
| 1986                                                | 70                                                  | -                                                   | -                                                   |
| 1987                                                | 33                                                  | -                                                   | -                                                   |
| 1988                                                | 101                                                 | -                                                   | -                                                   |
| 1989                                                | 100                                                 | -                                                   | -                                                   |
| 1990                                                | 97                                                  | -                                                   | -                                                   |
| 1991                                                | 108                                                 | -                                                   | -                                                   |
| 1992                                                | 152                                                 | -                                                   | -                                                   |
| 1993                                                | 134                                                 | -                                                   | -                                                   |
| 1994                                                | 144                                                 | -                                                   | -                                                   |
| 1995                                                | 117                                                 | -                                                   | -                                                   |
| 1996                                                | 169                                                 | -                                                   | -                                                   |
| 1997                                                | 186                                                 | -                                                   | -                                                   |
| 1998                                                | 217                                                 | -                                                   | -                                                   |
| 1999                                                | 188                                                 | -                                                   | -                                                   |
| 2000                                                | 256                                                 | -                                                   | -                                                   |
| 2001                                                | 212                                                 | -                                                   | -                                                   |
| 2002                                                | 232                                                 | -                                                   | -                                                   |
| 2003                                                | 204                                                 | -                                                   | -                                                   |
| 2004                                                | 192                                                 | -                                                   | -                                                   |
| 2005                                                | 255                                                 | -                                                   | -                                                   |
| 2006                                                | 263                                                 | -                                                   | -                                                   |
| 2007                                                | 267                                                 | -                                                   | -                                                   |
| 2008                                                | -                                                   | -                                                   | -                                                   |
| 2009                                                | 270                                                 | -                                                   | -                                                   |
| 2010                                                | -                                                   | -                                                   | -                                                   |
| 2011                                                | -                                                   | -                                                   | -                                                   |
| 2012                                                | 258                                                 | -                                                   | -                                                   |
| 2013                                                | 273                                                 | -                                                   | -                                                   |
| 2014                                                | 260                                                 | -                                                   | -                                                   |
| 2015                                                | 271                                                 | -                                                   | -                                                   |
| 2016                                                | 245                                                 | -                                                   | -                                                   |
| 2017                                                | 260                                                 | -                                                   | -                                                   |
| 2018                                                | 290                                                 | 53                                                  | 36                                                  |
| 2019                                                | 197                                                 | -                                                   | -                                                   |
| 2020                                                | 229                                                 | 43                                                  | 43                                                  |
| 2021                                                | -                                                   | -                                                   | -                                                   |
| 2022                                                | 354                                                 | 91                                                  | 73                                                  |
| 2023                                                | 270                                                 | 82                                                  | 89                                                  |
| 2024                                                | 303                                                 | -                                                   |                                                     |

0,0: Schaarbeek ·
4,0: Haren ·
4,7: Bordet ·
5,8: Evere ·
6,3: Schaarbeek-Josaphat ·
8,6: Meiser ·
9,9: Merode ·
11,2: Delta ·
12: Arcaden ·
14,7: Boondaal ·
15: Diesdelle ·
16,2: Sint-Job ·
19,7: Moensberg ·
21,4: Beersel ·
24,6: Huizingen ·
28,6: Halle